# Aida (film 1911)
Aida è un cortometraggio muto del 1911 diretto da Oscar Apfel e da J. Searle Dawley.

## Trama
Il valoroso guerriero egiziano Radames si innamora di Aida, figlia del re etiope sconfitto in battaglia. Aida, che ricambia il suo amore, è ora schiava della principessa Amneris. Ma anche Amneris è innamorata. E l'oggetto della sua passione è proprio Radames.

## Produzione
Il film fu prodotto dalla Edison Company.

## Distribuzione
Distribuito dalla General Film Company, il film - un cortometraggio in una bobina - uscì nelle sale cinematografiche statunitensi il 5 maggio 1911.